# Inma Roiz
Inma Roiz Ulibarri (n. Okendo Álava; 1971) es periodista, antropóloga, horticultura y escritora española.

## Biografía
Inma Roiz Ulibarri, nacida en Okendo, Álava, es una periodista de profesión y escritora de vocación. Reside en Bilbao. Trabaja de periodista para distintos medios de comunicación.

### Trayectoria profesional
Periodista y licenciada en antropología, especialista en Migraciones y horticultora, publicó el libro Manuela en 2013, por la Editorial Ttarttalo. Esta historia, que en un principio iba a ser una investigación, acabó en novela. Comenzó a escribirla en 2009 y durante 3 años investigó para documentarla. En 2016 publica Oro verde, novela en la que indaga en la difícil vida de los leñadores en la posguerra vasca. Con las hermanas Marta y Laura Zaldibar tienen el proyecto Novélame.
En 2019 con la editorial El Gallo de Oro publica su última novela El viaje de Aixa. Un relato donde sus protagonistas, una niña y un cazador, viajan desde Pirineos Centrales hasta Urdaibai en un tiempo en que el hombre debía enfrentarse a una climatología adversa, a depredadores más fuertes y a sus propios semejantes.
Pero es además un relato esperanzador, un acercamiento al despertar de la vida, a una naturaleza salvaje y fascinante y a los vestigios en forma de arte que otros dejaron en cuevas cercanas como la de Isturitz o Ekain.
La historia está ilustrada con mano firme por el dibujante Rober Garay. En sus dibujos -más de una veintena- plasma con especial esmero los detalles de este relato. Garay combina su dedicación al diseño, la edición de libros gráficos y otras colaboraciones y trabajos visuales con intervenciones en la naturaleza en el campo del Land Art, la escenografía y la ilustración.

## Obras
- Manuela (Editorial Ttarttalo, 2013).[6]

- Oro verde (Editorial Ttarttalo, 2016).[4]
- El viaje de Aixa (Editorial El gallo de Oro, 2019)[7]